# Radisson Hotels
Radisson Hotels es una cadena internacional de hoteles con sede en los Estados Unidos. Filial del Radisson Hotel Group, posee las marcas Radisson Blu, Radisson Red, Radisson Collection, Country Inn & Suites y Park Inn by Radisson, entre otras.

## Historia
En 1907, Edna Dickerson se desplazó de Chicago a Minneapolis (Minnesota) para recoger una cuantiosa herencia. Los líderes empresariales locales la convencieron para que construyera un hotel en la ciudad, y Dickerson invirtió 1.5 millones de dólares en la construcción del primer hotel Radisson. Este fue concebido como un hotel de lujo, diseñado en estilo renacentista francés y construido con «lo mejor de cada línea» de pinturas, emaltes, carpintería y acabados de madera. Se llamó Radisson en honor al explorador, cartógrafo y coureur des bois francés del siglo xvii Pierre-Esprit Radisson. El edificio tenía dieciséis plantas, que le hacían el segundo edificio más alto de Minneapolis en la época. A medida que se acercaba su inauguración, el hotel se promocionó presumiendo de contar con muebles de nogal tallados a mano en las habitaciones y sillas de cuero españolas en el vestíbulo principal y en el salón de banquetes. El hotel fue inaugurado el miércoles 15 de diciembre de 1909; buena parte de su personal fue contratado de grandes hoteles de la Costa Este, y eran recién llegados a la ciudad de Minneapolis. La inauguración fue seguida poco después por un baile benéfico para la ciudad celebrado en el hotel. En el mes siguiente se produjo un incidente en el hotel, en el que seis camareros de Nueva York fueron despedidos «porque los camareros del Este no podían acostumbrarse a las costumbres del Oeste»; tres de ellos fueron «arrojados a la calle antes de que se marcharan».
Dickerson y su esposo, el abogado Simon Kruse, vivieron en la planta 13 y dirigían el hotel, inaugurando también un Radisson Inn en el Christmas Lake de Excelsior, un suburbio de Minneapolis. Permanecieron allí durante veinticinco años, hasta 1934, cuando el Radisson cayó en manos de una empresa de hipotecas. A mediados y finales de la década de 1940, el pianista Liberace «consiguió una exposición nacional gracias a sus contratos de actuaciones en los hoteles Statler y Radisson». Un nuevo propietario emprendió una renovación del hotel a finales de la década de 1940. El Radisson fue comprado en 1962 por la Carlson Company, que empezó a crear nuevos hoteles Radisson, tanto mediante la compra de hoteles existentes como el Denver Hyatt House en 1968, como construyendo nuevos edificios en Bloomington y Duluth. La cadena tenía catorce hoteles en 1976, y treinta y dos en 1984. El Radisson original de Minneapolis fue demolido en 1982, y se construyó un nuevo hotel en esa ciudad, que abrió sus puertas en 1987. Carlson amplió la cadena e hizo que se convirtiera en una de las empresas hoteleras más importantes del mundo en 2013. Además de Radisson, Carlson también poseía varias otras marcas, como Park Inn, Park Plaza (comprada en 2000) y Country Inns & Suites (fundada por Carlson en 1986).

## Marcas

### Radisson

El logo de Radisson.

La mayor parte de los hoteles Radisson se encuentran en los Estados Unidos. La sede de la compañía, al igual que la de su matriz, Radisson Hospitality, Inc., se encuentra en Minnetonka (Minnesota), un suburbio de Minneapolis, la ciudad donde se construyó el primer hotel Radisson. Este hotel, inaugurado en 1909, se encontraba en el 41 de la South Seventh Street pero fue demolido en 1982.

### Radisson Blu

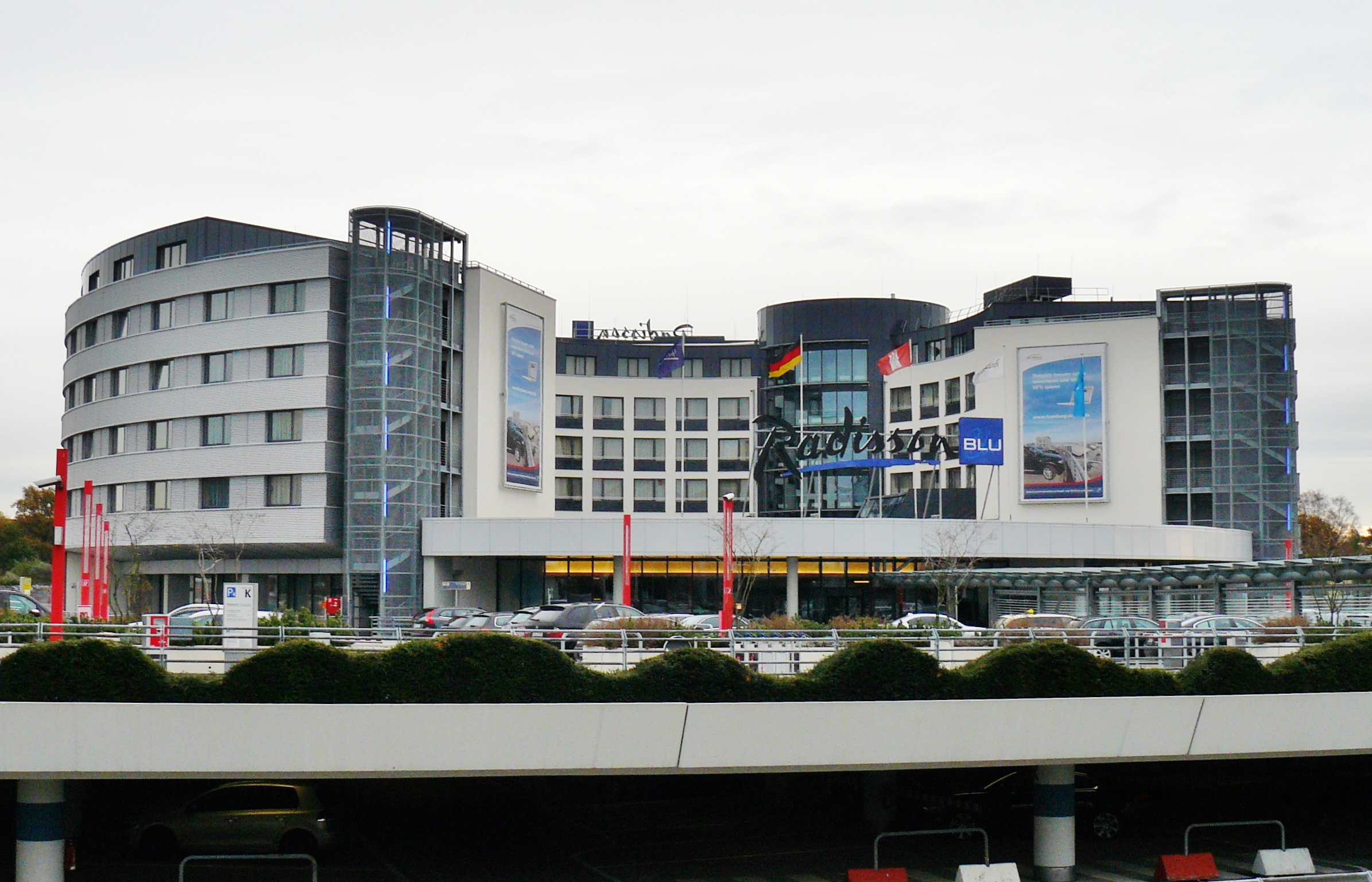
El Radisson Blu Hotel Hamburg Airport.

Radisson Blu es una cadena internacional de hoteles de gama alta. Sus hoteles se encuentran principalmente en grandes ciudades, aeropuertos importantes y destinos turísticos. Los orígenes de Radisson Blu se remontan a la inauguración en 1960 del SAS Royal Hotel en Copenhague, el primer hotel de diseño del mundo. Después de varios cambios de nombre, fusiones y escisiones, la marca Radisson Blu fue creada en 2009.
Radisson Blu Edwardian Hotels es una línea de hoteles de lujo de Londres y Manchester, propiedad de Edwardian Hotels, a menudo situados en edificios históricos.

### Radisson Red
Radisson Red es una cadena de hoteles de servicio completo que opera en los Estados Unidos e internacionalmente. Sus establecimientos son hoteles de gama alta que ponen un mayor énfasis en la tecnología y el diseño moderno. A fecha de 2019, la marca tiene veintitrés hoteles en funcionamiento o en construcción.

### Radisson Collection
Radisson Collection se llamó Quorvus Collection entre 2014 y 2018. Quorvus Collection fue presentada en 2014 como una marca de lujo. El primer hotel del antiguo Rezidor Hotel Group en Copenhague pasó a usar la nueva marca Radisson Collection.

### Country Inn & Suites by Radisson

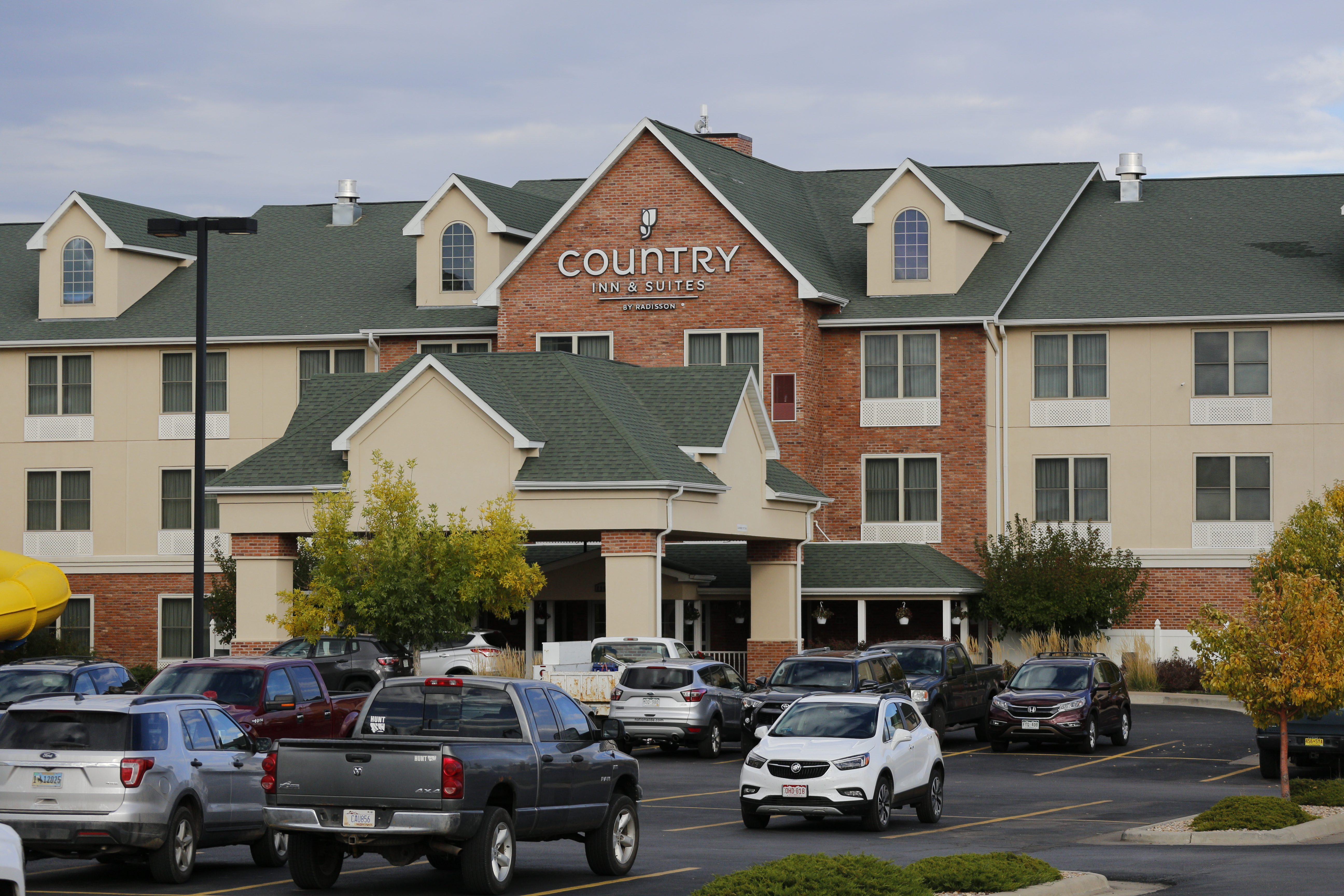
La entrada de un hotel Country Inn & Suites by Radisson en Gillette (Wyoming).

Country Inn & Suites by Radisson (antiguamente Country Inns & Suites) es una cadena de hoteles para turistas y viajeros de negocios. Sus establecimientos son en su mayoría de propiedad y gestión independiente, franquiciados bajo acuerdos de licencia con Radisson Hotels. La cadena fue fundada en 1986 con el nombre de Country Inn & Suites por la antigua empresa matriz de Carlson Hotels, Carlson Companies, como una marca «de clase media». En esa época Carlson Companies también era propietaria de la cadena de restaurantes homónima Country Kitchen. En enero de 2018, dos años después de que Carlson vendiera el grupo hotelero Carlson–Rezidor al HNA Group, el nombre de la cadena fue cambiado por Country Inn & Suites by Radisson.

### Park Inn by Radisson
Park Inn by Radisson es una cadena de hoteles de gama media. Sus establecimientos son descritos como «hoteles asequibles para viajeros de negocios y turistas». Según el US News & World Report, ofrece «alojamientos confortables y contemporáneos con restaurantes in situ».

## Radisson Rewards

Logo de Radisson Rewards.

Radisson Rewards es un programa de fidelización lanzado por Radisson Hotels en 1999, que permite obtener puntos y canjearlos por cosas como noches gratis en varios hoteles Radisson.